# Suối Tiên (xã)
Suối Tiên là một xã thuộc huyện Diên Khánh, tỉnh Khánh Hòa, Việt Nam.
Xã Suối Tiên có diện tích 26,14 km², dân số năm 1999 là 3.724 người, mật độ dân số đạt 142 người/km².